# Genesis (Yamahamotor)
Genesis är en motorcykelmotor från Yamaha Motor Company som debuterade i 1984 års Yamaha FZ750. Motorn är en DOHC-typ och använder fem ventiler per cylinder vilket yamaha var först i världen med. Med cylinderraden vinklad framåt 45 grader får motorn en lägre tyngdpunkt och även en jämnare viktfördelning. Den använder downdraftförgasare istället för raka förgasare som var vanligare vid den tidpunkten. Samma motor används i Yamaha FZX700-modellen, en motorcykel som infördes i USA 1986. 
Motorcyklar med motor som bygger på Genesis
- FZ700
- FZ750
- FZR750
- FZR750RR
- FZX700
- FZX750
- FZR1000
- YZF750R/SP
- YZF1000 (Thunderace)
- Bimota YB4 (FZR 750) och YB6 (FZR 1000)
- GTS1000